# Миколай (Браїловський)

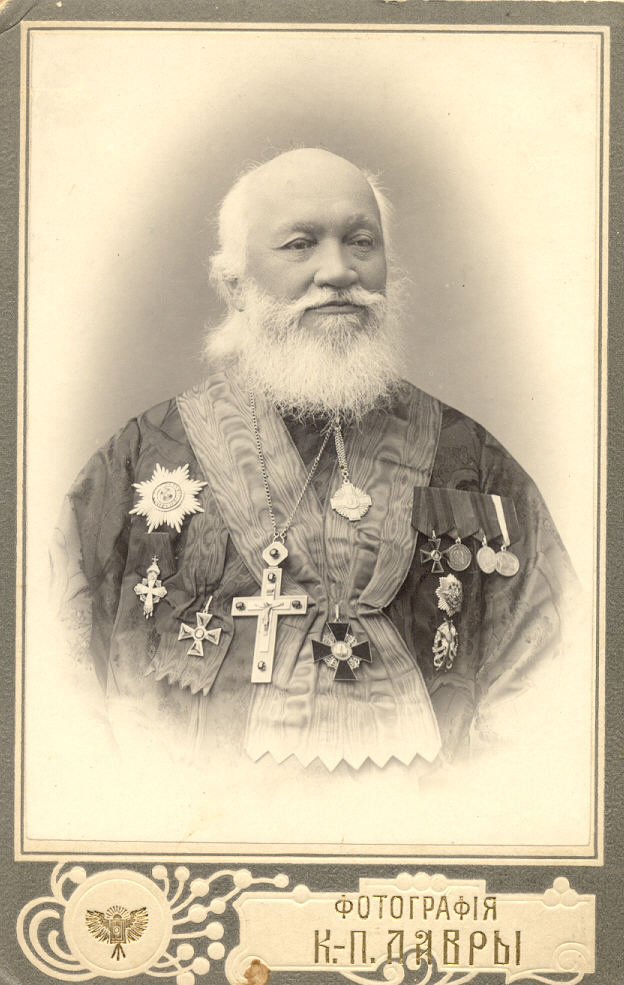
Микола́й (Браїло́вський), єпи́скоп Черка́ський.

Микола́й (Браїло́вський), єпи́скоп Черка́ський (27 березня 1851 - †1925) — архієрей Українського екзархату Російської православної церкви. Хіротонізований 1921 року й до 1923 очолював Черкаську єпархію.

## Біографія
Закінчив Київську духовну академію, викладав Закон божий у гімназіях. 
Миколай (Браїловський) до єпископської хіротонії був ключником Софійського собору та протоієреєм.
Хіротонізований 9 жовтня 1921 у єпископа Черкаського й очолював Черкаську єпархію до 1923 року. 
Помер у 1925 році. Похований на території Києво-Печерської Лаври.

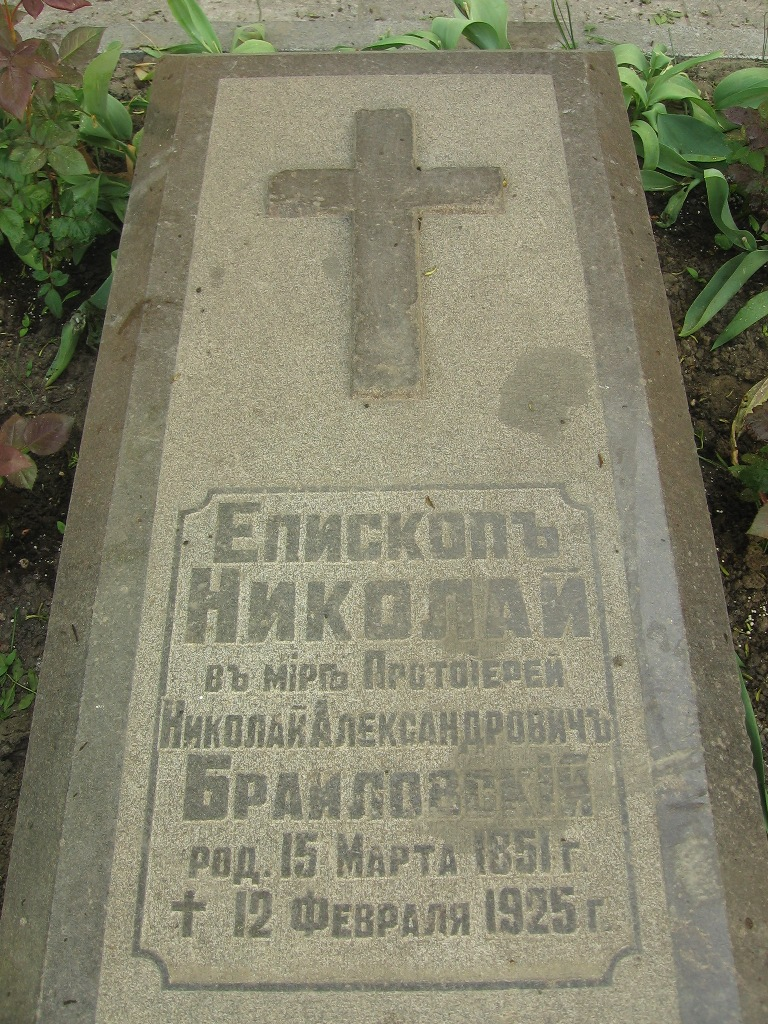
Могила Єпископа Миколая (Браїловського) на території Києво-Печерської Лаври.

### Сайти
- Николай (Браиловский)